# Probopyrinella latreuticola
Probopyrinella latreuticola är en kräftdjursart som först beskrevs av Gissler 1882.  Probopyrinella latreuticola ingår i släktet Probopyrinella och familjen Bopyridae.
Artens utbredningsområde är Mexikanska golfen. Inga underarter finns listade i Catalogue of Life.